# Boldog Adolf Kolping Katolikus Óvoda, Általános Iskola, Gimnázium, Sportgimnázium és Alapfokú Művészeti Iskola
A Boldog Adolf Kolping Katolikus Óvoda, Általános Iskola, Gimnázium, Sportgimnázium és Alapfokú Művészeti Iskola oktatási intézmény Budapesten. A tagintézményeként működő óvoda a VI. kerületben, míg az általános Iskola, a gimnázium, a sportgimnázium és az alapfokú művészeti iskola a XIII. kerületben működik. Nevét Adolph Kolping német katolikus pap, a Kolping mozgalom megszervezőjének emlékére kapta.

## Az intézmény bemutatása

### Óvoda
A Boldog Adolf Kolping Katolikus Óvoda, Általános Iskola, Gimnázium, Sportgimnázium és Alapfokú Művészeti Iskola telephelyeként működik az óvoda katolikus intézményként önkormányzati együttműködés keretében. A Terézvárosi Önkormányzat felújította és tornateremmel is bővítette az óvodát, mely XXI. századi igényeknek kimagaslóan megfelelő épületben, gazdag csoportszobai és udvari játékparkkal, focipályával, örökös Zöld Óvoda rangnak megfelelő kiskerttel és interaktív környezettudatos nevelést bemutató eszközökkel rendelkezik a felújított óvodaépület. A felújítás bevezetését követően, a 2020/21-es tanévtől ismét a Szondi utca 65. alatt, a Szent Család-templom mellett működik az óvoda.
Az óvoda hat csoporttal rendelkezik, emellett a két és féléves gyermekeket is kész egy kisebb létszámú csoportban fogadni. Nem csak a megadott kerületi körzetből fogad gyermekeket. A pedagógiai program lényeges eleme az anyanyelvi nevelés, a zenei nevelés, a hagyományos európai keresztény értékek és néphagyomány megőrzése, átadása. Több mint két évtizede bízza meg az intézményt az Apor Vilmos Katolikus Főiskola az óvodapedagógusnak tanuló hallgatók gyakorlati képzésével.
A kiscsoportos speciális mozgásfejlesztés segíti a beszédkészség alakulását. A majdani sikeres iskolakezdéshez Mesezene-módszert beépítik a nagycsoportosok a mindennapi tevékenységbe. Az óvodai nevelés kiemelt prioritása a környezettudatos gondolkodás megismertetése és a fenntarthatóságra nevelés.

### Általános iskola
Az általános iskola első négy év alapozó évfolyamán a tehetséges gyermekek számára szakköröket, tehetségfejlesztő órákat szerveznek, melyek a különböző kompetencia területeket érintik. A szakkörök tantárgyakhoz, művészeti ágakhoz, sporthoz kapcsolódnak. A tanulási problémákkal küzdő gyerekek esetén biztosítják a korrepetálás lehetőségét, mellyel a cél, hogy mindenkit felfejlesszenek a képességeinek megfelelő szintre. A harmadik és negyedik osztályos diákok számára bevezették az úszást is, amely két évig a testnevelés órák keretében történik.
Felső tagozatos diákok számára a tehetséggondozás, felzárkóztatás a tanóra keretein belül történik, illetve lehetőség van napközis foglalkozáson részt venni a diákokat a mindennapi tanulásban, felkészülésben történő segítésben. Ötödik és hatodik évben a törvényileg meghatározott minimum óraszinten felül plusz órák vannak beiktatva be történelem, magyar nyelv és irodalom, illetve matematika tantárgyakból. A matematikaórák a felső tagozaton úgy vannak megszervezve, hogy heti egy alkalommal a matematika iránt elkötelezett gyermekek egy tehetséggondozó órán vehessenek részt külön tanárral, míg a többi tanulóval az osztályt tanító szaktanár foglalkozik. A testnevelés tantárgy keretében a hetedik osztályosok a téli időszakban az egyik testnevelés óra alatt korcsolyázni járnak.

### Gimnázium
A gimnáziumi oktatás 2007-ben indult el intézményben. Általános tantervű osztályokban emelt óraszámban tanítják az informatikát, valamint idegen nyelvből (angol, francia) évfolyamonként csoportbontást végzik. A német nyelv oktatása is biztosított azon tanulók számára, akik már általános iskolában is tanultak németül. 2011-ben gimnáziumban új tagozatot indult a vízilabdát kedvelő és azt magas szinten űző diákok számára. A kezdeményezést továbbfejlesztve 2016 őszétől élsportoló vívó diákok is tanulhatnak a Kolping Gimnáziumban.
Az érettségire való közvetlen felkészítést fakultációkkal segítik. A következő tanítási napra való felkészülést szaktanár által felügyelt tanulószoba segíti. Az iskola kiemelt hangsúllyal kezeli a hagyományok őrzését, illetve annak építését, ahogy a lelkigyakorlatokat is.

Az iskola épülete
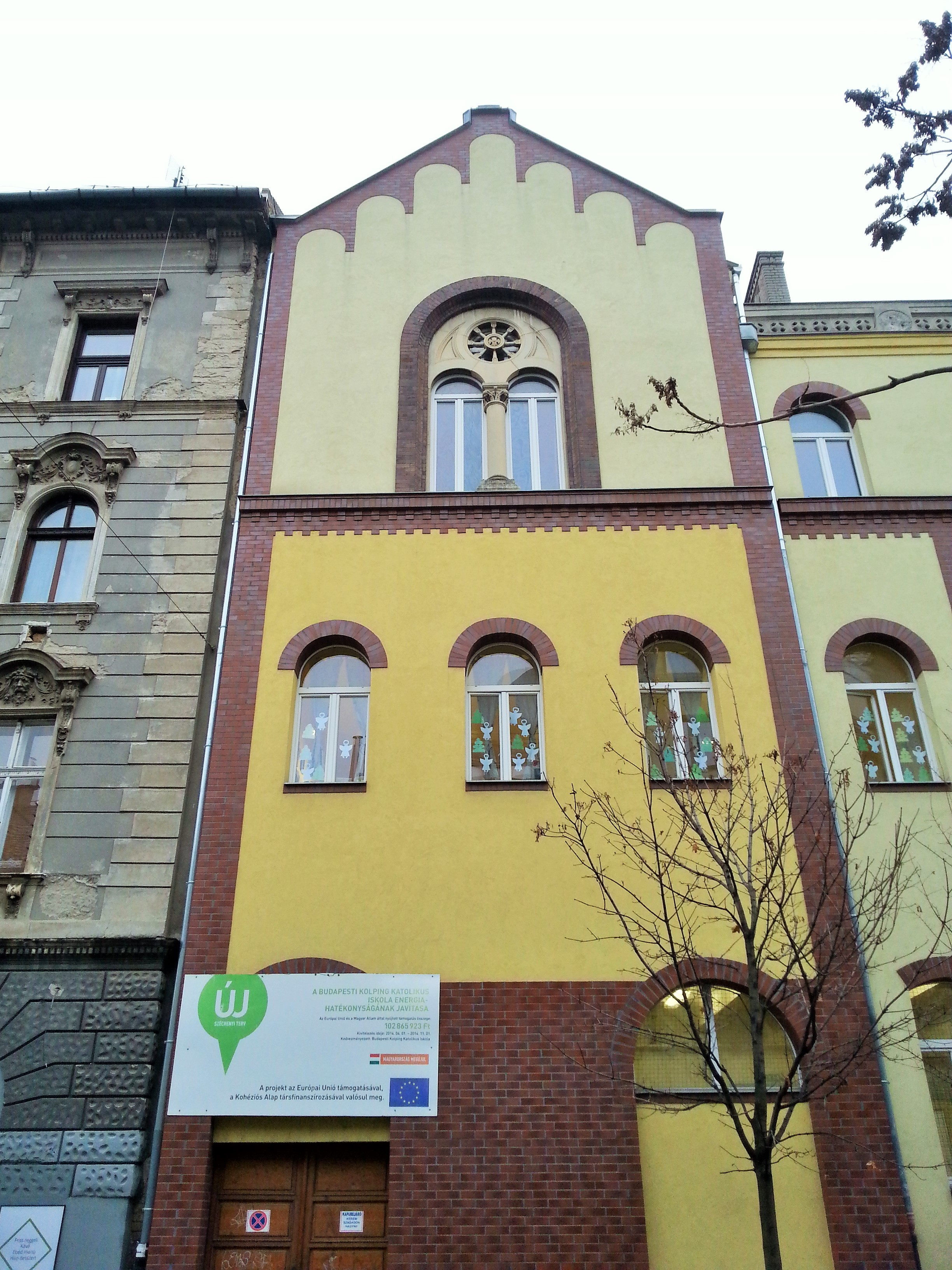
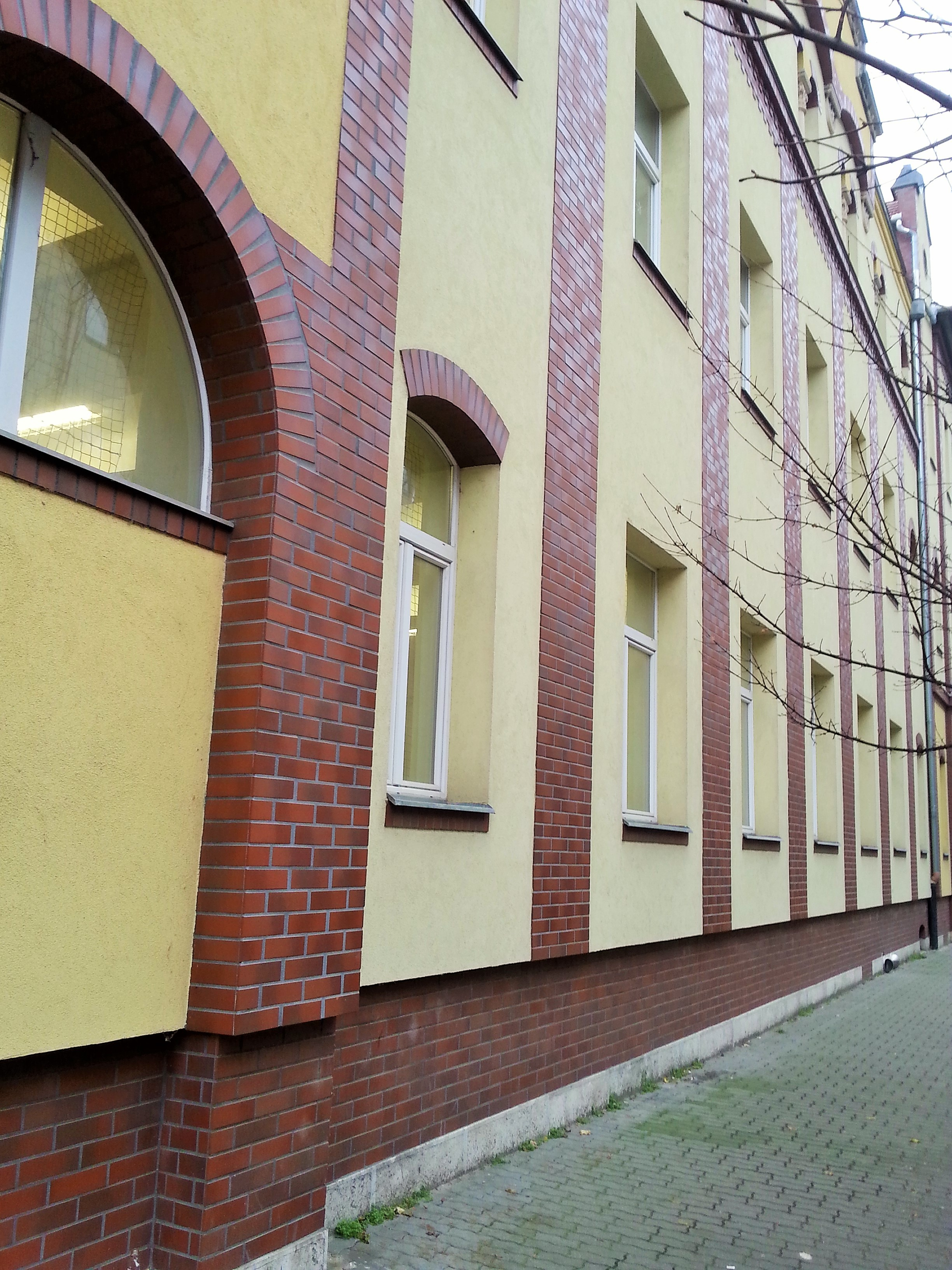
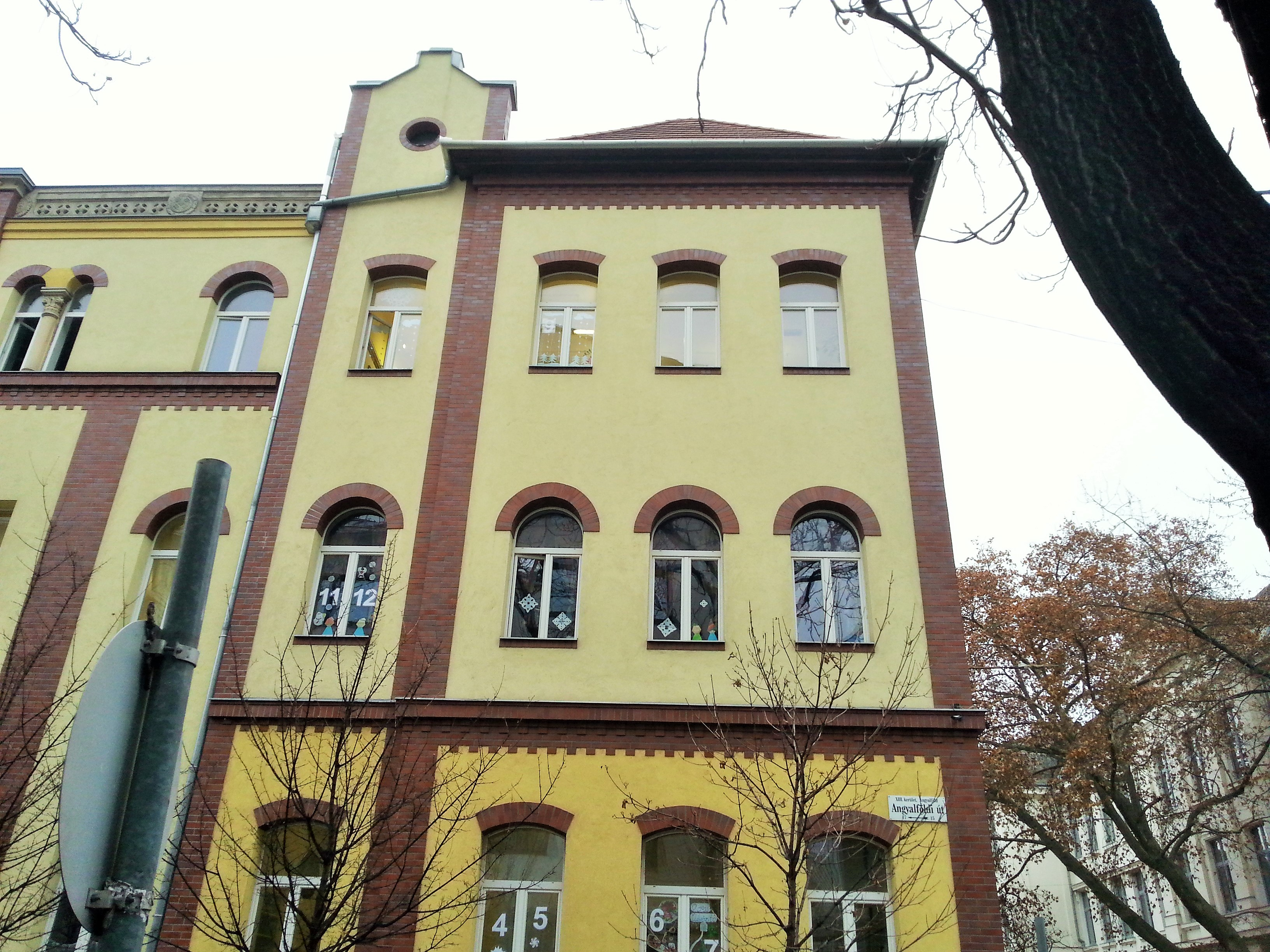
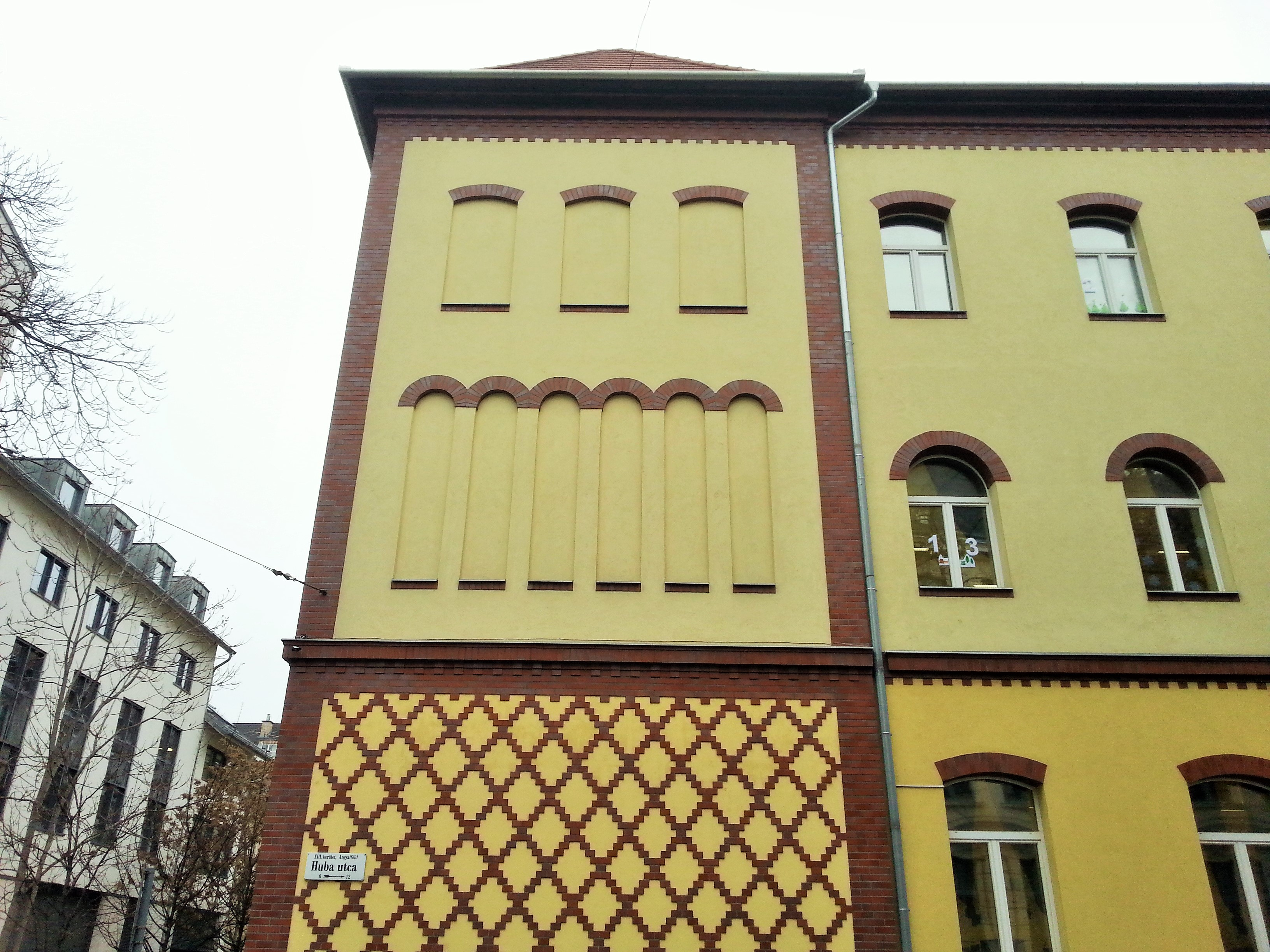
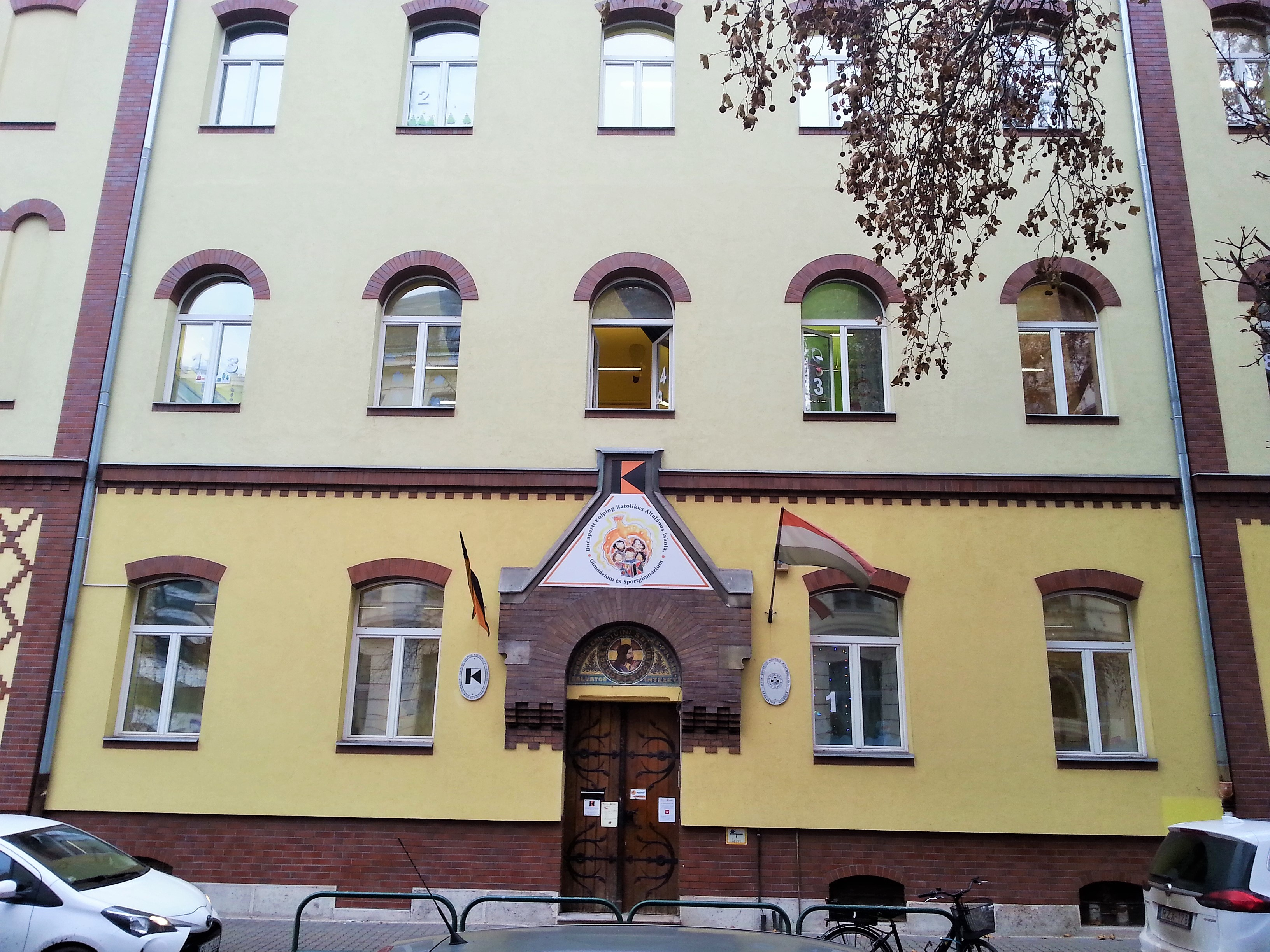
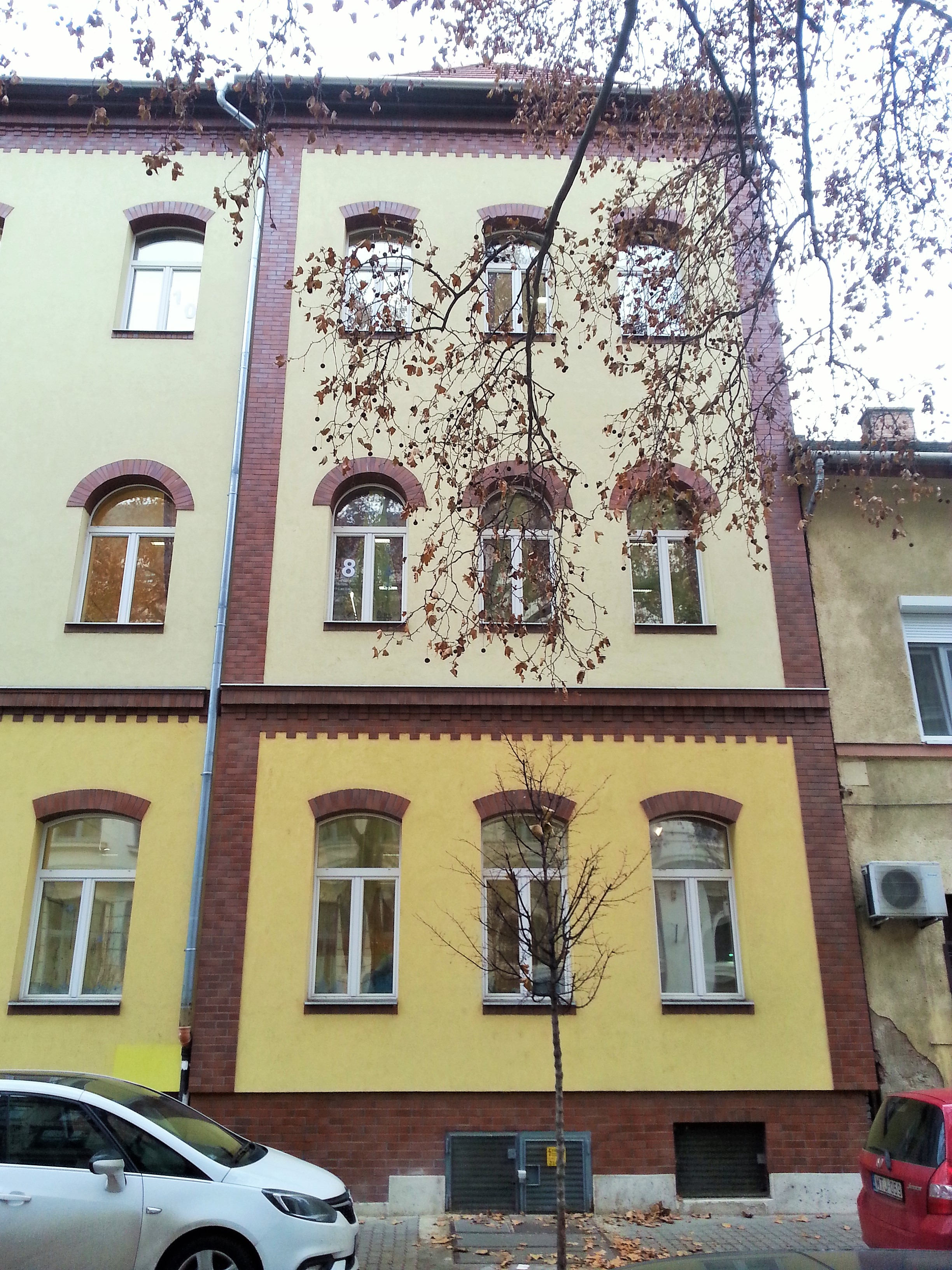

## Oktatás

### Képzési típusok
- Óvoda[1]
- Általános iskola (1–8. évfolyam)[2]
- Alapfokú művészeti iskola
- Négy révfolyamos gimnáziumi osztályok (9–12. évfolyam)[3]
  - Általános tantervű osztály
  - Sportgimnáziumi osztály

### A felvételi rendje
A gimnáziumi osztályokba azok indulása előtt (nyolcadik osztályos tanulóknak) a rendes felvételi eljárás keretében szerveznek felvételi vizsgát.